# Villa Natalia
Villa Natalia si trova in via Bolognese a Firenze, poco prima della località La Pietra.

## Storia e descrizione
La villa dall'aspetto imponente risale al XIX secolo: oggi appartiene alla New York University, assieme alla vicina villa La Pietra, a villa Colletta e a villa Sassetti. Oggi in villa Natalia si tiene una parte della didattica universitaria (il resto si svolge a villa Colletta), mentre villa La Pietra è usata per gli uffici centrali e la rappresentanza e villa Sassetti come centro congressi.
A cavallo degli anni '60 e '70 del XX secolo, la villa fu la sede prestigiosa della formazione commerciale italiana della Olivetti.
La villa si affaccia su via Bolognese e ne segue con la parete posteriore l'andamento leggermente ricurvo. I fronti esterni, scanditi da cornici marcapiano, presentano numerose decorazioni: bugnato rustico al piano seminterrato e bugnato liscio al pian terreno; finestre a distanze regolari con archi a tutto sesto tamponati; le parture della mansarda sono inserite tra fregi con stucchi. 
Dal lato opposto alla strada, dove l'edificio mostra l'avancorpo centrale e le due ali laterali, esiste un giardino all'italiana con statue vasi e fontane. 

## Altre immagini

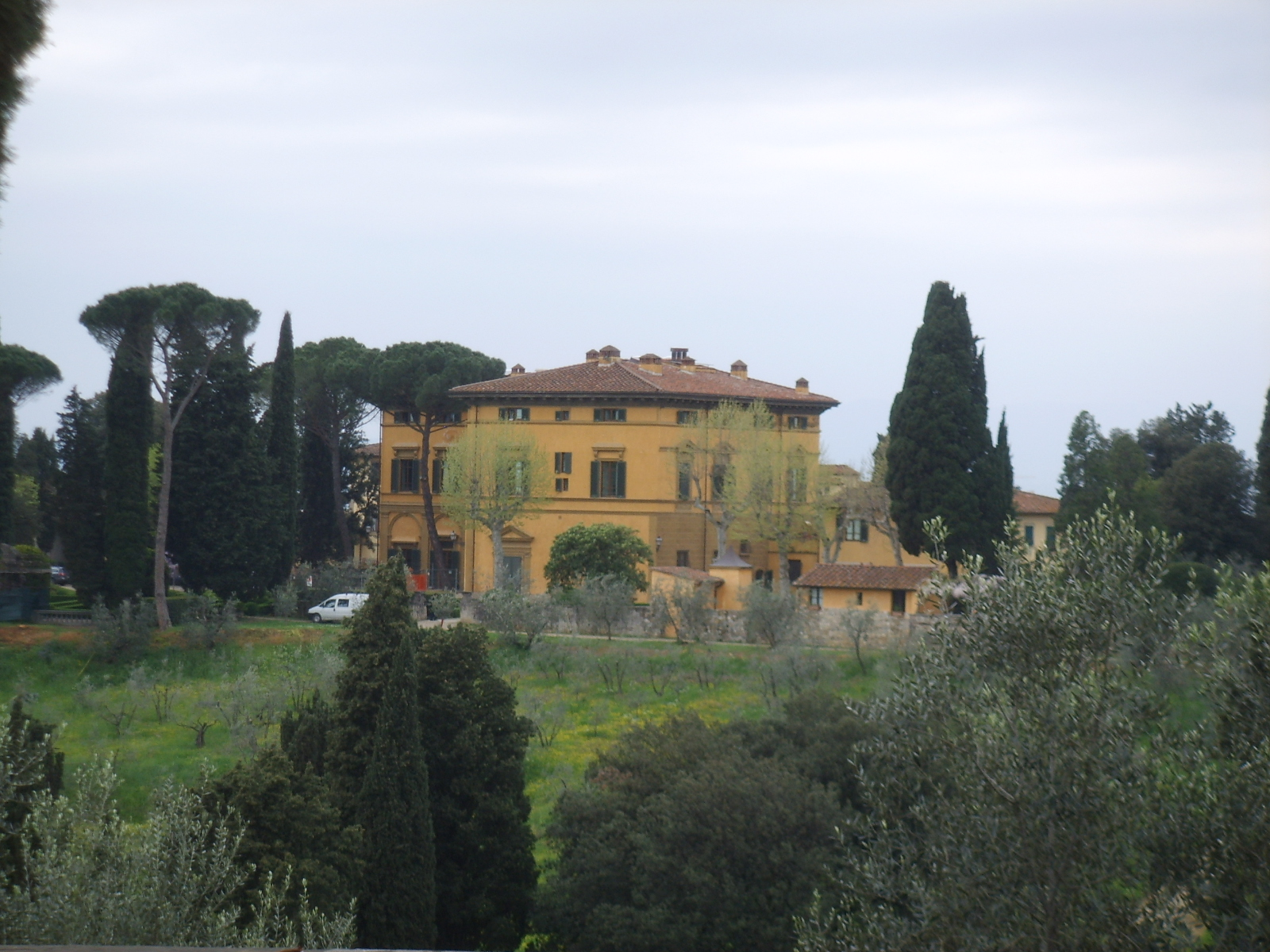
La villa vista da villa La Pietra
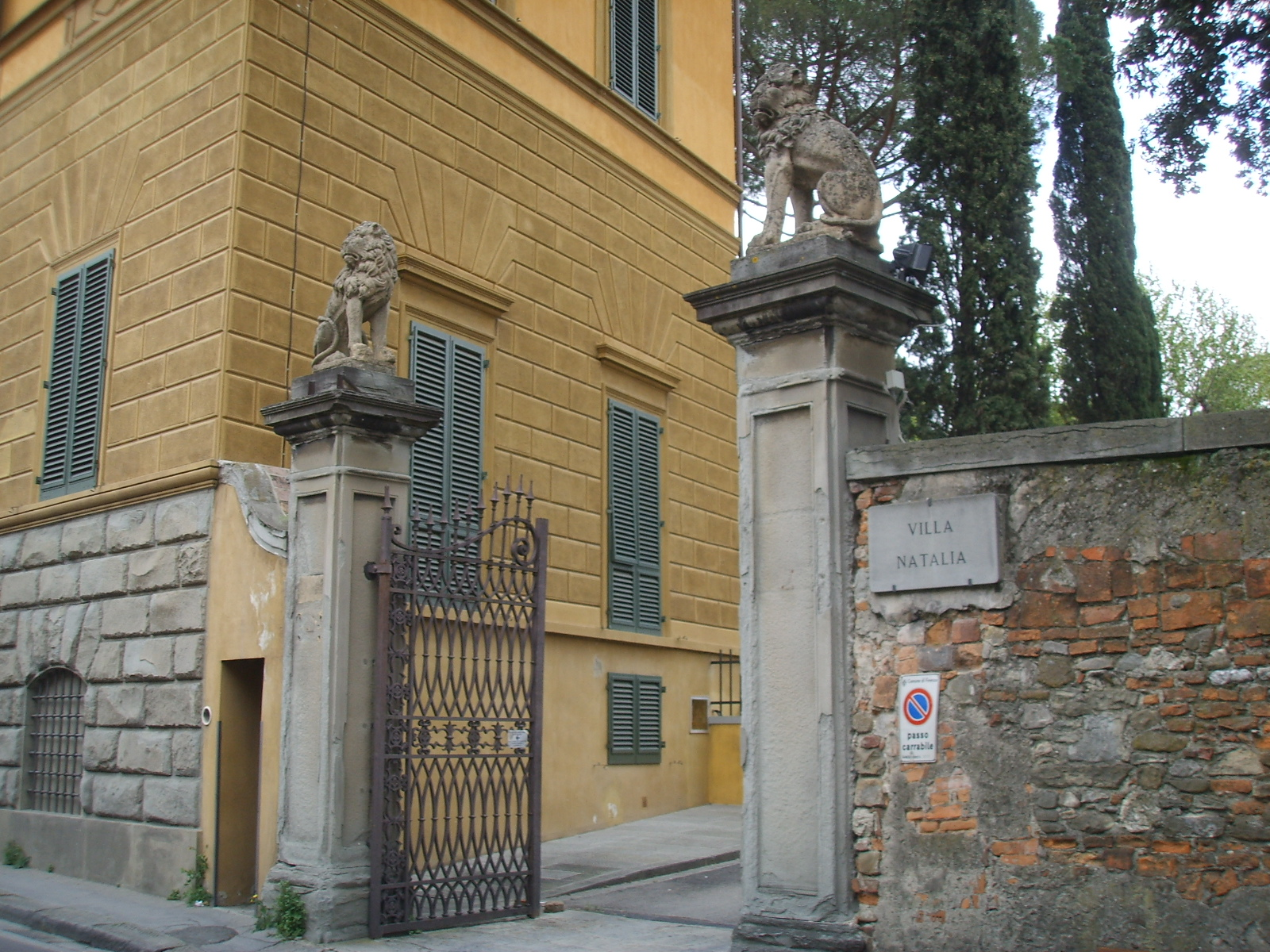
L'ingresso su via Bolognese